# 五重塔 (小説)
『五重塔』（ごじゅうのとう）は、幸田露伴の1892年（明治25年）の小説。最初は新聞『国会』に連載された。

## あらすじ
腕はあるが愚鈍な性格から世間から軽んじられる「のっそり」こと大工の十兵衛。しかし谷中感応寺に五重塔が建立されることを聞いたときから、一生に一度あるかないかの、その仕事をやり遂げたいという熱望に苦しめられ、朗円上人に聞いてもらいたい一心で会いに行く。
本来ならば、感応寺の御用を務める川越の源太が請け負うという話である。世間から名人よ、器量者よと褒められる源太はその通りの男であり、さらに十兵衛は日頃から源太の世話になっていた。十兵衛の女房お浪は心中で苦しめられ、源太の女房お吉は利口な女だが、のっそりの横着ぶりに怒りを覚える。
上人は十兵衛の熱意を知り、模型を見てその技術と反面の不遇に同情する。十兵衛と源太を寺に呼んだ上人は、技術においても情熱においても比べられない二人だからこそどちらが仕事をするか二人で話し合って決めるように諭す。
人を容れる難しさと、それゆえの尊さを伝える上人の思いやりに応えようと源太は十兵衛の家を訪ね、職人の欲も不義理への怒りも捨て一緒に作ろうと提案する。お浪は涙を流して源太に感謝するが、十兵衛は無愛想にその提案を断る。寺からの帰りにすべてを諦めた十兵衛だが、それでも自分が作るか、作らないか、どちらかしかないのであった。
情とことわりを尽くした源太の言葉にも嫌でござりますとしか返事をかえさない十兵衛に源太は虚しさを感じ、五重塔は己で建てると帰っていく。家には弟分の清吉が待っていた。誠実で優しい兄貴に尽くすことを生き甲斐とする清吉は十兵衛への怒りを隠さないが、源太は酔いつぶれた清吉を見ながら先ほどの己を振り返る。
葛藤の果てに源太は上人のもとへ向かい先日の顛末を語り、十兵衛に任せても自分に任せても一切のわだかまりを持たないため上人に決めてほしいと願いでる。上人は十兵衛も全く同じ話をしていったと源太に伝え、満面に笑みをたたえながら建てる以上の立派なことだと褒められた源太は「兄として可愛がってやれ」と言われて涙を流す。
源太は五重塔を建てることになった十兵衛を宴に招き、全てを水に流そうと申し出る。更に己が描いた五重塔の下絵や寸法書を役立てて欲しいと渡すが、十兵衛は見ることもなく断る。十兵衛が五重塔の仕事がやれるのは、源太より優れているからでもなく、正直さが上人から好かれた訳でもない。
ただ源太が上人の言葉により全てを胸に納め席を譲ったことによる。それが事実である。しかし十兵衛は他人の心を汲むよりも職人としての構想、技術を満たそうとするdemonic possession が優先した。もはや源太も怒りを抑えることは出来なかった。下卑た足の引っ張りはしないが、いつか失敗することを待っていると口にして席を立った。弟子や馴染みの娘を集めて賑やかな宴をひらくが、誇り高い男だけに周りに愚痴や怒りは毛筋ほども見せなかった。
仕事に取り組む十兵衛は誠を尽くし、全てに心を入れて己を捧げる。しかし情の鈍い「のっそり」だけに、源太への応接も忘れていき純粋に仕事の悦びに浸る。お吉は十兵衛の仕打ちを周りから知らされ、清吉に毒づいてしまう。清吉は十兵衛を殺そうとして重傷を負わせるが源太の兄貴分である火の玉鋭次に抑えつけられ散々に殴られる。
清吉を預かった鋭次は源太の家を訪ねると、主人は不在で代わりにお吉が応対に出た。鋭次は源太が十兵衛のもとに頭をさげに向かっていたと知り、人を殺そうとした清吉も浅はかだが、十兵衛にも非があったため源太が上人様にお詫びをした上では話もつく、心配のしすぎはするなとお吉に労りの言葉を残して去る。
源太は十兵衛のもとを訪れて頭を下げるが、先日よりの怒りは深く硬く、気分は晴れない。世話をかけた鋭次のもとに向かうつもりで家に戻ると清吉の母が訪ねてくる。愚かなまでに子を思う親の心の深さに源太は感じるものがある。一方、お吉は金を工面するために家をでると鋭次のもとに向かい、源太の怒りがとけるまで上方へ清吉を向かわせるため身銭をきり路銀を工面してきたと事情を説明する。清吉の母の面倒もみるつもりである。
片耳を切り落とされる重傷を負った十兵衛は休むことなく仕事場に向かう。十兵衛は職人たちが自分を軽んじていることを承知しており、働いて貰うには身体を労ることも無用だった。塔は完成する。
落成式を前にして江戸を暴風雨が襲う。百万の人が顔色無く恐怖に襲われるなか、感応寺の世話役は倒壊の恐怖から十兵衛を呼び出すが、使者の寺男へ十兵衛は倒れるはずは無く騒ぐに及ばずと断る。しかし世話役からの再びの呼び出しは上人からの呼び出しと偽りのものだった。上人様は自分を信用してくれないのか、恥を知らず生きる男と思われたなら生きる甲斐なしと嘆きながらも嵐の中を谷中に向かう。塔に登り嵐に向かう十兵衛。その頃、塔の周りを徘徊する源太の姿があった。果たして塔が壊れれば恥を知らず生きる職人として十兵衛を許さざる腹だったのか、叙述はない。
人の為せぬ嵐が去った後、人が為した塔は一寸一分の歪みが無かった。落成式の後、上人は源太を呼び、十兵衛とともに塔を登り「江都の住人十兵衛これを作り、川越の源太これをなす」と記し満面の笑みを湛える。かつて幼い兄弟が２人だけで大河を渡る寓話を十兵衛と源太に語った上人は、いま職人たちが言葉に尽くせぬ苦悩や葛藤の果に向こう岸にたどり着いたと祝っている。十兵衛も源太も言葉なく、ただ頭を下げて上人を拝むだけだった。

## 評価
- できあがった五重塔を暴風雨が襲うところの描写がすぐれているという評判がある。
- 小森陽一は、「風流仏」とあわせてこの作品を、「芸術家小説」と位置づけ、近代国民国家の成立期に重要な役割を果たす作品の大きな軸であると指摘している（『樋口一葉、幸田露伴の代表作を読み直す』p63、かもがわ出版、2020年、ISBN 978-4-7803-1129-7）。

## 書籍
- 五重塔 、岩波文庫[1]、1927年初版、1994年改版、ISBN 4003101219

## 映画

### 1944年版
1944年8月17日公開。製作は大映。
スタッフ
- 監督：五所平之助
- 脚色：川口松太郎
- 製作：菊岡久利
- 音楽：斎藤一郎

キャスト
- 朗円上人：大矢市次郎
- 大工十兵衛：花柳章太郎
- 女房お浪：森赫子
- 大工源太：柳永二郎
- 女房お吉：逢初夢子
- 大工清吉：伊志井寛
- 用人為右衛門：村田正雄
- 寺男七蔵：松宮慶次郎
- 大工仙次：瀬戸英一
- 大工鉄造：春木喜好
- 大工喜七：島章
- 大工玉吉：花田皓夫

### 2007年版
2007年3月31日公開。配給はカエルカフェ。
スタッフ
- 監督：秋原正俊
- 脚本：落合雪恵
- 制作：山本詠美
- 音楽：三柴理

キャスト
- 片岡十兵衛：ガッツ石松
- 片岡有衣：飯田圭織
- 毒島修一：小倉一郎
- 宮田織江：久遠さやか
- 老円上人：竹脇無我

## テレビドラマ

### 1958年
1958年6月23日から同年7月7日まで、「前編」「中編」「後編」の3回に渡って、KRT（現：TBSテレビ）の『ウロコ座』（月曜21:15 - 21:45。武田薬品工業一社提供）で放送された。
キャスト
- 十七代目中村勘三郎
- 二代目尾上松緑
- 杉村春子
- 芥川比呂志
- 荒木直子
- 小池朝雄
- 加藤武
- 宮口精二
- 汐見洋
- 丹阿弥谷津子

スタッフ
- 脚本：里見弴

### 1962年版
1962年4月8日に、NHK総合テレビの『こども名作座』の第1回として放送。

### 1968年版
1968年4月9日に、毎日放送制作・NET（現：テレビ朝日）系列の『テレビ文学座 -名作に見る日本人-』（火曜22:00 - 23:00）で放送。1958年版に出演した小池朝雄が、本作では主演している。
キャスト
- 小池朝雄
- 南原宏治
- 柳川慶子
- 小沢沙季子
- 寺田農
- 松村達雄

スタッフ
- 脚本：倉本聰
- 演出：瀬木宏康
- 制作：現代演劇協会、毎日放送

| KRT ウロコ座                       | KRT ウロコ座     | KRT ウロコ座 |
| 前番組                             | 番組名           | 次番組       |
| ---------------------------------- | ---------------- | ------------ |
| ひとり相撲                         | 五重塔（1958年） | 晴小袖       |
| NHK総合テレビ こども名作座         |                  |              |
| （なし）                           | 五重塔（1962年） | お化けの世界 |
| NHK総合テレビ 日曜10時台前半枠     |                  |              |
| 日曜映画劇場 （9:00 - 11:00        | 五重塔（1962年） | お化けの世界 |
| 毎日放送制作・NET系列 テレビ文学座 |                  |              |
| 蘆刈                               | 五重塔（1968年） | 赤西蠣太     |

## 舞台
劇団前進座が舞台化。脚色は津上忠。1965年12月初演。その後も上演を重ねており2008年にも上演している。